# Tore Hagman
Tore Hagman, född 1952 i Vårgårda, är en svensk naturfotograf som har skapat eller bidragit till flera fotoböcker, exempelvis Mulens marker, Gläntor, Hornborgasjön och Förundran: natur som ger livslust. Han har bidragit med bilder till ett stort antal av Stefan Edmans böcker. År 1990 tog han tillsammans med Sören Gunnarsson initiativet till tidskriften Camera natura. 
Boken Gläntor beskrevs som "vackert illustrerad av mästerfotografen Tore Hagman ... som behärskar teknikens alla möjligheter för en romantisk bild", och bilderna i boken Hornborgasjön beskrevs som "mästerliga".

### Egen text och bild
- 1977 –  Bilder från skog, sjö och myr. Vårgårda: Förf. Libris 209115
- 1980 –  Naturbilder från Västergötland. Helsingborg: Fyra förläggare. Libris 7746999. ISBN 9185246522
- 1990 –   Tidskriften Camera natura. Alingsås: Camera natura. Libris 4109704
- 2019 –  Vår tid med jorden (Första utgåvan). Vårgårda: Hagman Förlag. Libris 8k5dbnbm6ld9d59b. ISBN 9789163789892

### Som fotograf för andra (urval)
- 1987 – Edman, Stefan; Hagman Tore, Månsson Waltraud. Sverige är fantastiskt - men hur länge?. Stockholm: Norstedt. Libris 7154713. ISBN 9118730523
- 1987 –  Arnborg, Gunnar; Carlsson Åke, Hagman Tore. Mulens marker: bete och boskap i hage och vallskog. Gråbo: Arnborg. Libris 7790642. ISBN 9197017353
- 1997 – Edman, Stefan; Hagman Tore. Gläntor. Vårgårda: Edman & Hagman naturböcker. Libris 7452291. ISBN 9163058472
- 2002 – Edman, Stefan; Hagman Tore, Töve Jan. Hornborgasjön. Stockholm: Naturvårdsverket. Libris 8406379. ISBN 9162012193
- 2014 – Wedel, Kristian; Hagman Tore. Marstrand!. Stockholm: Max Ström. Libris 16517360. ISBN 9789171263025
- 2021 – Edman, Stefan; Hagman Tore. Förundran: natur som ger livslust. Karlstad: Votum. Libris kxr5hjffh31w87sh. ISBN 9789189021297